# Karpov Schach 2000
Karpov Schach 2000 — немецкая шахматная программа для Windows, выпущенная в 2000 году.

## Описание
Программа выпущена в 2000 году немецкой фирмой CDV Software. Предназначена для игры на платформе Windows. Разработана немецким программистом Штефаном Мейером-Каленом. К моменту выпуска Karpov Schach 2000 разработанная им в 1992 году программа Shredder была трёхкратным чемпионом мира по шахматам на микрокомпьютерах (1996, 1999—2000) и чемпионом мира по компьютерным шахматам (1999).
Несмотря на то что в названии программы фигурирует имя советского и российского шахматиста, 12-го чемпиона мира Анатолия Карпова, свидетельства о том, что он каким-либо образом участвовал в подготовке программы, нет.
В программе имеется дебютный справочник с 220 тысячами позиций и база данных на 1 400 000 партий, в том числе сыгранных шахматными компьютерами. 2900 партий, внесённых в базу, сыграны Анатолием Карповым. Предусмотрены функции сохранения партий, ввода позиции, возврата и повтора ходов. Ходы осуществляются с помощью перемещения фигур мышью. Играть можно как с другим человеком, так и с компьютером.
Играет в диапазоне силы от мастера до международного мастера с приблизительно 2400 пунктами рейтинга Эло. Обучающая часть не предусмотрена, поэтому от игрока требуется наличие первичных шахматных умений.
Визуальное представление шахматной игры в программе возможно в режимах 2D (один вариант с возможностью раскрашивания полей игроком) и 3D (четыре разновидности доски и семь наборов фигур). Есть озвучка хода и взятия фигуры. Интерфейс только на немецком языке.

## Критика
Программа получила рекомендацию от Германского шахматного союза.
Российский игровой портал Absolute Games оценил Karpov Schach 2000 в 65 % («сносно»). Игра, по мнению автора рецензии, ничем качественно не выделяется из остальных и уступает программе Chessmaster в разносторонности, а Nimzo — в гибкости: «Если в вашей коллекции уже имеется CM или сравнимый по уровню виртуальный шахматист, то в замене его на KS нет абсолютно никакого смысла».
Среди плюсов отмечена только обширная справочная база и «приличный» уровень игры. В качестве минусов названы бедная визуализация интерфейса, незамысловатая озвучка и отсутствие обучающего раздела.

## Системные требования
16 МБ оперативной памяти для Pentium 133, 32 МБ оперативной памяти для Pentium 200.